# کتابخانه دانشگاهی تریتونیا
کتابخانه دانشگاهی تریتونیا (انگلیسی: Tritonia Academic Library) کتابخانه‌ای است که نیازهای آموزشی و پژوهشی سه دانشگاه مختلف در واسا، فنلاند را برآورده می کند. این دانشگاه ها عبارتند از دانشگاه واسا، دانشگاه علوم کاربردی واسا و دانشگاه علوم کاربردی نوویا. این کتابخانه دارای واحدهایی در واسا و یاکوبستاد است.